# Saison 7 de Blacklist
Chronologie
Saison 6 Saison 8
Cet article présente le guide des épisodes de la septième saison de la série télévisée américaine Blacklist.

## Généralités
Le 11 mars 2019, la chaîne NBC annonce le renouvellement de la série pour une septième saison. La diffusion américaine a débuté le 4 octobre 2019.
Au Canada, elle est diffusée une heure plus tard sur le réseau Global.
En France, aucune date de diffusion n'a été communiqué avant la sortie de la septième saison en DVD le 21 octobre 2020. La septième saison sera diffusée pour la première fois à la télévision sur la chaîne Série Club à partir du 8 mars 2021. Il s'agit d'une première pour la chaîne, qui n'avait jusque là rediffusé les six saisons, car jusque là c'était TF1 qui diffusaient les inédits. La septième saison sera toutefois diffusé sur TF1 à partir du 20 juillet 2021.
Le 14 mars 2020, Sony Pictures Television a annoncé la suspension de la production de la série à cause de la maladie à coronavirus 2019. À la suite de cet événement, seuls dix-huit épisodes complets ont été tournés, mais la fin du dix-neuvième épisode n'a pas été tournée et trois épisodes ne sont pas entrés en production. Afin de faire traîner les diffusions en attendant de pouvoir reprendre le tournage pour finir la saison puisse comme prévu, un seul épisode sera également diffusé le 20 mars 2020 au lieu de deux initialement prévus.
Le 2 avril 2020, NBC a annoncé que la septième saison sera écourtée et qu'elle se terminera le 15 mai 2020.
L'épisode final de la saison utilise l'animation pour terminer l'épisode, vu qu'il était au milieu du tournage lorsque la production a été suspendue. Les acteurs ont pu enregistrer le dialogue pour les séquences animées depuis leur domicile. Les producteurs ont envisagé que le casting lisant leurs dialogues tandis qu'une radio à l'ancienne apparaissait sur l'écran de télévision, ou tout simplement mettre la voix off sur des cadres de bandes dessinées, avant de se contenter de séquences entièrement animées. L'animation a été créée par Proof, Inc à Londres et à Atlanta, et a été conçue pour ressembler au style des bandes dessinées de Blacklist et des vieux comics de Batman. 35 artistes ont travaillé pour créer environ 20 minutes de séquences pour l'épisode 
De plus, les intrigues des trois épisodes non produits sont envisagées pour la saison huit.

### Casting
En décembre 2019, il a été rapporté que Joely Richardson avait été choisi pour le rôle de Cassandra Bianchi. Le personnage a été décrit comme « élégante, charmante et impitoyable » et une ancienne amoureuse de Raymond Reddington.

## Synopsis
Raymond Reddington, enlevé par Katarina Rostova, se retrouve seul en territoire hostile, ne sachant pas à qui il peut faire confiance. Katarina est prête à tout pour découvrir un secret gardé par Red et impliquant l'énigmatique Townsend Directive. Pour y parvenir, l'ancien agent du KGB s'insinue dans la vie d'Elizabeth Keen, qui vient tout juste de retrouver sa fille Agnes. La présence de Katarina risque de mettre en danger Liz et de bouleverser à jamais sa relation avec Red…

## Distribution

### Acteurs principaux
- James Spader (VF : Pierre-François Pistorio) : Raymond « Red » Reddington
- Megan Boone (VF : Laura Blanc) : Elizabeth Keen
- Diego Klattenhoff (VF : Alexandre Gillet) : Donald Ressler
- Harry Lennix (VF : Thierry Desroses) : Harold Cooper
- Amir Arison (VF : Laurent Larcher) : Aram Mojtabai
- Hisham Tawfiq (VF : Frantz Confiac) : Dembe Zuma

### Acteurs récurrents et invités
- Laila Robins (VF : Barbara Kelsch) : Katarina Rostova (épisodes 1 à 4, 6 à 10 et 16, 18)
- Natalie Paul (en) (VF : Ludivine Maffren) : Mila LaPorte (épisodes 1 et 2) / Francesca « Frankie » Campbell (épisodes 3, 4 et 6)
- David Meunier (VF : Mathieu Buscatto) : Rene Oban / Louis T. Steinhil (épisodes 1 et 2)
- Brian Dennehy (VF : Patrick Messe) : Dominic Wilkinson (épisodes 2, 10 et 19)
- Elizabeth Bogush (en) (VF : Marianne Leroux) : Elodie Radcliffe (épisodes 3 à 6, 11, 13 et 14)
- Deirdre Lovejoy (VF : Danièle Douet) : Cynthia Panabaker (épisode 4)
- Ruffin Prentiss (VF : Rody Benghezala) : Harold Cooper, jeune (épisode 4)
- David Wilson Barnes (en) (VF : Xavier Béja) : Spalding Stark (épisode 5)
- Brett Cullen (VF : Guy Chapellier) : Ilya Koslov / Frank Bloom (épisodes 5 à 10 et 15)
- Teddy Coluca : Teddy Brimley (épisodes 6, 11 et 15)
- Coy Stewart (en) (VF : Enzo Ratsito) : Vontae Jones (épisode 6)
- Laura Sohn (en) (VF : Geneviève Doang) : Alina Park (depuis l'épisode 6)
- Clark Middleton (VF : Jean-François Vlérick) : Glen Carter (épisodes 8 et 13)
- Gabriel Mann (VF : Damien Ferrette) : Ilya Koslov, jeune (épisode 9)
- Aida Turturro : Heddie Hawkins (épisodes 10 et 15)
- Joely Richardson (VF : Déborah Perret) : Cassandra Bianchi (épisode 12)
- Anthony Michael Hall : Robby Ressler (épisodes 16 et 17)
- Mark Margolis : Jakov Mitko (épisode 17)

## Épisodes

### Épisode 1:Louis T. Steinhil -1repartie
- États-Unis /  Canada : 4 octobre 2019 sur NBC / Global
- France : 
  - 8 mars 2021 sur Série Club
  - 20 juillet 2021 sur TF1 (rediffusion en clair)
- Belgique : 20 janvier 2022 sur Club RTL

- États-Unis : 4,05 millions de téléspectateurs[14] (première diffusion)

- Laila Robins (Katarina Rostova)
- Natalie Paul (en) (Mila LaPorte / Francesca Campbell)
- David Meunier (Rene Oban / Louis T. Stenhil)

Alors que Dembe cherche des pistes concernant son enlèvement, Reddington à la surprise de se réveiller dans une chambre d'un hôpital à Paris où le médecin l'informe que des hommes l'ont sorti d'un van grièvement blessé, notamment à la colonne vertébrale. Peu après, un inspecteur de la DGSI, René Oban, s'annonce pour l'interroger à propos de Katarina Rostova et d'une directive Townsend, un ordre permanent pour tuer l'ex-espionne russe. Au même moment, Dembe avertit Liz de la situation. La jeune femme en informe l'unité spéciale et décide de révéler à Aram et Cooper la véritable identité de Reddington.
Alors que l'unité n'a aucune piste, Oban appelle le numéro de téléphone que Reddington lui a donné, prétextant qu'il s'agit de celui de son avocat Marvin Gerard. En fait, il s'agit d'un numéro d'urgence pour prévenir l'unité au cas ou Reddington a été capturé par les forces de l'ordre. Oban tombe sur Cooper, qui lui fait croire que Gerard a été arrêté et que son téléphone est sous surveillance. Cooper obtient une entrevue avec l'attaché de l'ambassade française en vue d'une extradition. Mais l'unité ne va pas tarder à comprendre qu'elle a été dupée. Reddington, toujours coincé, en arrive bientôt à la conclusion en découvrant grâce à des détails qu'il ne se trouve pas dans un hôpital français, mais dans un entrepôt aménagé sur le territoire américain, à Annapolis. En interrogeant une des infirmières, Mila, après avoir réussi à subtiliser son arme, il comprend qu'il est toujours entre les mains de Katarina, qui a mis au point un stratagème élaboré pour le faire croire qu'il est blessé. Après avoir retrouvé celui qui s'est fait passer pour l'attaché auprès de Cooper, l'unité remonte la piste jusqu'à un certain Louis Stenhil, spécialisé dans l'invention des scénarios parfaits pour piéger ses victimes.
- Lorsque Red demande à Mila d'allumer la radio, on entend la chanson Tu peux bien de Françoise Hardy.
- Les films La Main sur le berceau et Madame Doubtfire sont évoqués dans la version originale lorsque Liz discute avec Aram du choix de la nounou pour Agnes.

### Épisode 2:Louis T. Steinhil -2epartie
- États-Unis /  Canada : 11 octobre 2019 sur NBC / Global
- France : 
  - 8 mars 2021 sur Série Club
  - 21 juillet 2021 sur TF1 (rediffusion en clair)
- Belgique : 20 janvier 2022 sur Club RTL

- États-Unis : 3,78 millions de téléspectateurs[15] (première diffusion)
- Belgique : 20 janvier 2022 sur Club RTL

- Laila Robins (Katarina Rostova)
- Natalie Paul (en) (Mila LaPorte / Francesca Campbell)
- David Meunier (Rene Oban / Louis T. Steinhil)
- Brian Dennehy (Dominic Wilkinson)

Toujours sanglé sur une grille par Katarina, qui le vide de son sang pour savoir ce qu'il sait de la directive Townsend, Reddington refuse de révéler des informations à Katarina. L'unité s'active dans les recherches de Reddington, qui demeure introuvable. Le personnel de Steinhil, précédemment arrêté par le FBI, notamment à l'entrepôt d'Annapolis, grâce à une piste, ne connaît pas l'identité de celle qui a embauché Stenhil, sauf que c'est une russe. Liz comprend qu'il s'agit de Katarina Rostova, ce qui l'inquiète. Une piste sur les tenues portées par le faux personnel mène le FBI à un entrepôt de textile.
Toujours séquestré, Red demande à Mila de l'aider à s'évader, mais paniquée, elle refuse car Katarina la blâme pour son évasion ratée. Comprenant que Reddington ne parlera pas, Katarina se résout à s'en prendre à Dom, dont elle a retrouvé sa trace. Mila décide finalement d'aider Red à s'échapper et ils prennent la fuite chez Dom, qui est en danger. Pendant ce temps, Ressler et Keen obtiennent une adresse où les tenues des faux employés ont été livrées. Parallèlement, Red parvient à joindre Dembe via le portable de Mila et l'informe des derniers événements. Après que Mila lui ait fait une transfusion sanguine et retiré une puce de traçage dans son cou, Red et l'infirmière se rendent chez Dom, bientôt rejoints par Dembe. Alors qu'il se prépare à affronter Katarina et ses hommes, Red apprend de la bouche de Mila qu'elle a également une puce de traçage sur elle et que leur fuite n'était qu'une ruse habilement montée pour qu'elle les amène à Dom.
Liz et Ressler parviennent à retrouver la trace de Steinhil dans un autre entrepôt, qui, acculé, se suicide d'une balle dans la tête. Pendant ce temps, Red découvre la véritable identité de Mila, Frankie Campbell, ancienne infirmière de guerre engagée par Stenhill, et l'interroge. Frankie précise qu'il n'a jamais été question de le tuer mais de lui faire dire par Stenhill, se faisant passer pour Oban, comment arrêter les gens qui veulent tuer Katarina, qui ils sont, ce qu'ils sont et ce que lui ou eux savent de ses ressources et ses planques. Red accepte l'aide de Frankie pour affronter ses ennemis, qui débarquent aussitôt. Une fusillade éclate au cours de laquelle Dom est blessé. Liz comprend qu'ils sont chez Dom, grâce à un ordinateur portable retrouvé dans l'entrepôt la localisation de Red et Frankie.
Pris au piège, Red, Dembe, Frankie et Dom se planquent dans une trappe dans le sous-sol de la maison du vieil homme. Katarina demande à Red de lui livrer Dom, mais il refuse. Avertis de la présence imminente du FBI, Katarina et ses hommes se replient. Liz, accompagnée de Ressler et d'une unité d'élite, retrouve Red. Dom, mal en point, est emmené dans une planque où une équipe médicale à l'origine prévue par Dembe pour Reddington l'attend. Arrivé sur place, Mila se résout à pratiquer une opération sur Dom, sur l'insistance de Red. L'opération est un succès et l'état de Dom est stable. Alors Liz tente de le questionner sur les événements récents, Red lui dit que sa quête de vérité ont conduit a attirer l'attention des ennemis de Katarina Rostova. Après une discussion avec Liz, Cooper décide de ne pas informer ses supérieurs de l'identité de Reddington et préfère faire surveiller l'appartement de Liz, car l'unité ignore l'identité de la personne qui a enlevé Red. Peu après, Aram informe que le corps de Stenhil a disparu : en fait, ce dernier a simulé sa mort et est parvenu à fuir, amenuisant les chances de découvrir la véritable identité de l’illusionniste. Mila informe Red de l'état de santé précaire de Dom, qui, quant à lui, le remercie d'avoir sauvé le vieil homme mais la rend néanmoins responsable de ce qui s'est passé. Red est au chevet de Dom lorsque Liz arrive. Elle voit que les deux hommes sont très proches. Liz s'excuse auprès de Red de la situation mais poursuit en expliquant qu'elle mérite d'obtenir des réponses et qu'elle en exigera. Le criminel acquiesce de la tête et propose qu'Agnes rencontre Dom quand il sera rétabli.
- L'épisode fait référence au film Rio Bravo quand Dom dit à Red que rien dans la situation dans laquelle ils se trouvent ne ressemble à ce film.

### Épisode 3:Les Fleurs du Mal
- États-Unis /  Canada : 18 octobre 2019 sur NBC  / Global
- France : 
  - 8 mars 2021 sur Série Club
  - 21 juillet 2021 sur TF1 (rediffusion en clair)
- Belgique : 20 janvier 2022 sur Club RTL

- États-Unis : 3,57 millions de téléspectateurs[16] (première diffusion)

- Laila Robins (Katarina Rostova)
- Natalie Paul (en) (Francesca Campbell)
- Elizabeth Bogush (en) (Elodie Radcliffe)
- Jeremy Crutchley (Thelonius Prackett)
- Daniyar (Motya Morozov)
- Sean Allan Krill (Vance Palmer)
- Peter Bradbury (Berdy)
- Bobby James Evers (Agent Fields)

Alors qu'elle rentre chez elle, Liz tombe sur Katarina, qui se fait passer pour sa nouvelle voisine Maddie Tolliver, et lui propose de boire un café. Cette dernière en profite pour faire discrètement un double des clefs de l'appartement de la jeune femme. Au même moment, Reddington téléphone à Liz pour la mettre sur une nouvelle affaire. Après que Liz ait débarqué chez lui, il la met sur la piste d'une société secrète appelé Les Fleurs du Mal, du nom d'un poème de Charles Baudelaire, spécialisée dans le divertissement reposant sur des actes de violences spectaculaires et qui pourrait les mener sur la piste de Steinhil. Cooper envoie Aram, pour préserver Liz à la suite des récents évènements, et Ressler chez l'un de ses participants, Charles Radcliffe, qui avait participé à une des réunions, pour l'interroger. Mais les deux agents sont accueillis par l'épouse de ce dernier, Eloise, car Charles est sévèrement handicapé à la suite de sa participation à la soirée des Fleurs du Mal et se retrouve en fauteuil roulant. Eloise révèle aux agents que Charles a participé pour partager une expérience avec elle afin de renouer leur relation, mais qu'elle n'y est pas allée en raison du caractère violent des épreuves. Déterminée à faire arrêter les responsables du handicap de son mari, Eloise fournit au FBI une adresse mail pour contacter l'organisateur, connu sous le nom de Thelonius Prackett. Ce dernier accepte qu'Eloise recommande un nouveau client à condition qu'elle assiste à une de ses soirées. Se sentant des points communs avec Eloise dans leurs relations sentimentales compliquées par des problèmes de santé, Aram propose à Cooper de se faire passer pour ce client, ce que son chef accepte. Le soir de la « fête », Aram et Eloise se retrouvent dans un magnifique manoir, munis d'une balise qui leur permettra d'être retrouvés par l'unité spéciale. Comprenant qu'un signal bloque la transmission de la balise, Aram coupe brièvement le courant pour permettre à l'unité de localiser les lieux. Une course contre la montre débute car Eloise est choisie pour devenir la « cobaye » du numéro crée par Prackett. Alors qu'Eloise hurle de peur, Aram,  se rappelant ce qui était arrivé à Samar quelque temps auparavant, aide cette dernière et la libère. Après avoir avoué être du FBI auprès des convives et qu'une unité va débarquer, Aram s'empare d'un pistolet et se cache avec Eloise, qui pour le remercier, l'embrasse. Mais ils sont vite retrouvés. Alors que Prackett et ses convives se préparent à se débarrasser d'eux après les avoir questionnés, Liz et Ressler, accompagnés d'une unité d'élite, débarquent et arrêtent tout le monde, sauvant ainsi la vie d'Aram et Eloise.
Au même moment, Reddington part à la rencontre de Morozov, ancien associé qui activé avec d'autres la directive Townsend. Red lui  demande des informations sur Katarina, mais Morozov, toujours furieux d'avoir perdu des millions de dollars à cause du « médiateur du crime », selon lui, refuse et jure de retrouver Katarina pour l'éliminer. Pour contraindre Morozov de lui révéler ce qu'il sait, Reddington enrôle Francesca, qui a informé des liens entre Steinhil et les Fleurs du Mal, dans son plan : elle doit prendre une photo de Morozov et d'un agent fédéral, Fields, dans une chambre d'hôtel, pour faire chanter Morozov. Le plan fonctionne. Il exige de Morozov qu'il lui donne des informations sous peine de dévoiler ses liens avec les fédéraux grâce à la photo. Alors qu'elle lui avait affirmé fêter son anniversaire de mariage, Red apprend via ses sources que Francesca n'est pas marié, se posant des questions sur elle. 
- Elizabeth Bogush est la femme de Lukas Reiter, producteur et scénariste de la série.

### Épisode 4:Koweït
- États-Unis /  Canada : 25 octobre 2019 sur NBC  / Global
- France : 
  - 15 mars 2021 sur Série Club
  - 28 juillet 2021 sur TF1 (rediffusion en clair)
- Belgique : 27 janvier 2022 sur Club RTL

- États-Unis : 3,61 millions de téléspectateurs[17] (première diffusion)

- Laila Robins (Katarina Rostova)
- Natalie Paul (en) (Francesca Campbell)
- Deirdre Lovejoy (Cynthia Panabaker)
- Ruffin Prentiss (Harold Cooper, jeune)
- John Pyper-Ferguson (Daniel Hutton)
- Sean Patrick Higgins (Daniel Hutton, jeune)

Avant de partir au travail, Liz discute avec Katarina, qui se fait toujours passer pour Maddie Tolliver, notamment au sujet de la nounou que la jeune agent du FBI veut engager pour s'occuper d'Agnes. L'ex-espionne russe en profite pour prendre discrètement une photo du dossier de la future nounou. Au Bureau de Poste, Liz entame une conversation avec Cooper, qui a décidé de prendre rendez-vous avec Panabaker pour révéler la véritable identité de Reddington. L'entrevue tourne court quand Aram a reçu un message d'un avant-poste de la CIA en Iran qui annonce qu'un certain Daniel Hutton, que tout le monde croyait mort depuis 1989, se trouve là-bas et demande personnellement le chef de l'unité spéciale. Il s'avère que Cooper connaissait bien Hutton car ils travaillaient ensemble au département du renseignement de la Marine au moment où Hutton a été enlevé lors d'une mission en Koweit en 1989 sous les yeux de Cooper avant d'être soi-disant tué par ses geôliers. 
Cooper retrouve Reddington au cimetière d'Arlington pour parler d'Hutton. L'ancien prisonnier aurait été balloté dans plusieurs endroits au Moyen-Orient depuis sa capture avant d'échapper à ses ravisseurs. Fatigué par le poids du secret contenu dans la clé USB que Reddington lui avait remis quatre ans auparavant après l'attaque de Berlin, Cooper se résout à aller retrouver son ami. Reddington décide de l'accompagner en l'emmenant avec son jet, bien qu'avec une certaine méfiance. Durant le trajet, Cooper annonce à Reddington que Liz lui a révélé ce qui est sa véritable identité et se demande comment il sait tout concernant Hutton. Red reste évasif à ce sujet. Grâce au contact iranien de Reddington, Cooper parvient à se rendre à l'avant-poste de la CIA pour retrouver Hutton, qui lui révèle avoir été retenu par le Simoon, responsable d'attaques terroristes.
Au même moment, Katarina et son associé Berdy écoutent la conversation entre Liz et la nounou. Katarina, sachant que Liz est surveillé par des agents du FBI pour sa sécurité, en profite à son avantage lorsqu'elle retrouve la nounou en se faisant passer pour un agent fédéral pour la dissuader d'accepter le poste. Lorsque la nounou refuse le poste sans explication, Liz propose à Katarina de s'occuper d'Agnes, ce qu'elle accepte. Elle en profite pour fouiller les affaires de la jeune femme et découvre un dossier contenant des informations sur Ilya Koslov.
- Hors La Liste (Ramko Zamani est le no 52 bien que non affiché sur le titre), il s'agit du cinquième épisode de la série à avoir un titre ne comprenant pas un numéro du nom de la liste de Raymond Reddington.

### Épisode 5:Norman Devane
- États-Unis /  Canada : 1er novembre 2019 sur NBC / Global
- France : 
  - 15 mars 2021 sur Série Club
  - 28 juillet 2021 sur TF1 (rediffusion en clair)
- Belgique : 27 janvier 2022 sur Club RTL

- États-Unis : 3,94 millions de téléspectateurs[18] (première diffusion)

- Brett Cullen (Frank Bloom / l'étranger)
- Elizabeth Bogush (en) (Elodie Radcliffe)
- Jefferson Mays (en) (Norman Devane)
- David Wilson Barnes (en) (Spalding Stark)
- Zachary Unger (Howie Keller)

Reddington se soumet à un examen sanguin destiné au docteur Stark lorsqu'il reçoit la visite de son ami, l'« étranger », qui lui annonce avoir deux pistes sur son enlèvement. L'une d'elles concerne un certain Norman Devane, assassin spécialisé dans le terrorisme chimique et biologique qui se sert de maladies pour éliminer des personnes ou comme cobaye, vu qu'il est devenu germaphobe depuis une attaque qui a failli le tuer. Sous l'identité de Constance Drucker, Katarina lui a fait une série de paiements, ce qui pourrait le mener à elle. Reddington voit que son ami demeure inquiet et se sent fautif depuis que ce dernier a été enlevé à Paris, bien que Red le rassure. L'« étranger » décide de suivre Red tant que l'affaire n'est pas réglée. Reddington annonce le nom de Devane comme nouvelle cible de sa liste.
Devane cible un adolescent de quatorze ans, Howie Keller, en lui faisant obtenir une bourse d'études pour étudier dans une prestigieuse université. Accompagné d'Aram, Liz se rend au à la Direction de la Sécurité Nationale, au bureau des Armes de Destruction Massive, pour obtenir des informations valables sur Devane. Le criminel quant à lui se fait passer pour le concierge et drogue Howie pour lui inoculer un agent pathogène à l'adolescent, sans se douter qu'un autre étudiant, Theo Wolff, l'a aperçu dans les couloirs du dortoir. Grâce à la piste trouvée à la Direction de la Sécurité Nationale, Reddington retrouve la piste d'un hacker ukrainien, Kuragin, qui s'est installé à Cuba. Red tente de le faire parler jusqu'à ce qui lui présente une salière et poivrière en argent, vu que Kuragin en est un collectionneur. Kuragin avoue à Red, Dembe et « l'étranger » que Devane lui a demandé d'accéder aux serveurs du Laboratoire National de Diagnostic. Alors qu'il admire l'arme de Kuragin, Reddington lui loge involontairement une balle dans la tête.
Alors qu'il tente de prouver ses dires à Howie, Theo est repéré par Devane, qui le tue. Grâce aux infos de Reddington, l'unité spéciale remonte petit à petit la piste le menant vers Devane mais aussi vers Howie, car Devane se sert d'adolescents comme cobayes pour ses expériences grâce à leurs gênes. Il s'avère que le doyen de l'université est son complice après que Devane ait guéri son fils. 
Tandis que Liz s'occupe de Howie, qui survit grâce à l'antidote de Devane, Ressler parvient à retrouver Devane. Au cours d'une bagarre, Ressler injecte un agent pathogène  à Devane, qui s'en servait pour tenter de tuer l'agent du FBI. Alors qu'il s'apprête à emmener le terroriste à l'hôpital, Reddington, tenu au courant par Liz, retrouve la trace de Ressler et Devane. Red emmène Devane mais Ressler le contraint à l'emmener également dans un QG secret où se trouve Stark. Red l'interroge, et apprend que Constance Drucker cherchait un traitement pour un certain Patrick Masuda. Red décide de l'éliminer, tandis que Ressler trouve un dossier médical au nom de Reddington, mais ne l'ouvre pas. Reddington lui demande de pas en parler à Liz.
- Le personnage de Spalding Stark était apparu dans le troisième épisode de la sixième saison.

### Épisode 6:DrLewis Powell
- États-Unis /  Canada : 8 novembre 2019 sur NBC / Global
- France : 
  - 15 mars 2021 sur Série Club
  - 28 juillet 2021 sur TF1 (rediffusion en clair)
- Belgique : 10 février 2022 sur Club RTL

- États-Unis : 4,19 millions de téléspectateurs[19] (première diffusion)

- Laila Robins (Katarina Rostova)
- Natalie Paul (en) (Mila LaPorte)
- Elizabeth Bogush (en) (Elodie Radcliffe)
- Teddy Coluca (Brimley)
- Coy Stewart (en) (Vontae Jones)
- Laura Sohn (en) (Alina Park)

- Cet épisode marque la première apparition d'Alina Park (Laura Sohn), qui de personnage récurrent durant la saison 7 deviendra principale à partir de la saison 8.
- Lorsque Park et Aram discutent après la fin de l'enquête, la première fait référence au film Terminator.

### Épisode 7:Hannah Hayes
- États-Unis /  Canada : 15 novembre 2019 sur NBC / Global
- France : 
  - 22 mars 2021 sur Série Club
  - 28 juillet 2021 sur TF1 (rediffusion en clair)
- Belgique : 10 février 2022 sur Club RTL

- États-Unis : 3,98 millions de téléspectateurs[20] (première diffusion)

- Laila Robins (Katarina Rostova)
- Brett Cullen (Ilya Koslov / Frank Bloom)
- Laura Sohn (en) (Alina Park)
- Stacey Roca (Hannah Hayes)

### Épisode 8:L'Hawaladar
- États-Unis /  Canada : 22 novembre 2019 sur NBC / Global
- France : 
  - 22 mars 2021 sur Série Club
  - 4 août 2021 sur TF1 (rediffusion en clair)
- Belgique : 17 février 2022 sur Club RTL

- États-Unis : 3,91 millions de téléspectateurs[21] (première diffusion)

- Laila Robins (Katarina Rostova)
- Brett Cullen (Ilya Koslov / Frank Bloom)
- Laura Sohn (en) (Alina Park)
- Clark Middleton (Glen Carter)
- Iqbal Theba (Bhavish Ratna)
- Michael Cerveris (Victor Skovic)

### Épisode 9:Orion Relocation Services
- États-Unis /  Canada : 6 décembre 2019 sur NBC / Global
- France :
  - 22 mars 2021 sur Série Club
  - 4 août 2021 sur TF1 (rediffusion en clair)
- Belgique : 17 février 2022 sur Club RTL

- États-Unis : 3,67 millions de téléspectateurs[22] (première diffusion)

- Laila Robins (Katarina Rostova)
- Brett Cullen (Ilya Koslov / Frank Bloom)
- Laura Sohn (en) (Alina Park)
- Michael Cerveris (Victor Skovic)
- Gabriel Mann (Ilya Koslov, jeune)
- C. J. Wilson (Dominic Wilkinson, jeune)

### Épisode 10:Katarina Rostova
- États-Unis /  Canada : 13 décembre 2019 sur NBC / Global
- France :
  - 29 mars 2021 sur Série Club
  - 4 août 2021 sur TF1 (rediffusion en clair)
- Belgique : 24 février 2022 sur Club RTL

- États-Unis : 3,87 millions de téléspectateurs[23] (première diffusion)

- Laila Robins (Katarina Rostova)
- Brett Cullen (Ilya Koslov / Frank Bloom)
- Brian Dennehy (Dominic Wilkinson)
- Aida Turturro (Heddie Hawkins)
- Laura Sohn (Alina Park)
- Michael Cerveris (Victor Skovic)
- Rade Serbedzija (Bogdan Krilov)

- Cet épisode marque le retour, le temps d'un épisode, du personnage du docteur Bogdan Krilov (Rade Serbedzija), vu dans le dix-neuvième épisode de la quatrième saison.
- Le titre de l'épisode est le même que celui utilisé pour la diffusion française du dix-neuvième épisode de la sixième saison (Rassvet dans la version originale).
- Dernière apparition de Brian Dennehy de son vivant dans le rôle de Dom Wilkinson.

### Épisode 11:Victoria Fenberg
- États-Unis /  Canada : 20 mars 2020 sur NBC / Global
- France :
  - 29 mars 2021 sur Série Club
  - 4 août 2021 sur TF1 (rediffusion en clair)
- Belgique : 24 février 2022 sur Club RTL

- États-Unis : 5,38 millions de téléspectateurs [24] (première diffusion)

- Gillian Alexy (Victoria Fenberg)
- Elizabeth Bogush (Eloise Radcliffe)
- Denise Pilott (officier Sharp)
- Jack Gilpin (Mr Fenberg)
- Kushtrim Hoxha (Vasyl)
- Albert Jones (Richard Vitaris)
- Brittany Joy (infirmière)
- Rich Mollo (Charles Radcliffe)
- Jimmie Saito (Fudo)

- L'épisode signe la meilleure audience aux États-Unis depuis la cinquième saison[25].

### Épisode 12:Cornelius Ruck
- États-Unis /  Canada : 27 mars 2020 sur NBC / Global
- France : 
  - 29 mars 2021 sur Série Club
  - 11 août 2021 sur TF1 (rediffusion en clair)
- Belgique : 10 mars 2022 sur Club RTL

- États-Unis : 4,73 millions de téléspectateurs[26] (première diffusion)

- Joely Richardson (Cassandra Bianchi)
- Adeola Role (Annika Logan)
- Darren Goldstein (Arthur Rodman/Cornelius Ruck)
- Ajay Naidu (Mahmoud Iqbal)
- Hugo Armstrong (Joko Kozinski)

- L'intrigue de l'épisode est similaire au roman Dix petits nègres d'Agatha Christie[27].
- Faisant suite à l'intrigue de l'épisode Victoria Fenberg, l'épisode était initialement prévu pour une diffusion après cet épisode, mais a finalement été reprogrammé la semaine suivante.

### Épisode 13:Newton Purcell
- États-Unis /  Canada : 3 avril 2020 sur NBC / Global
- France : 
  - 5 avril 2021 sur Série Club
  - 11 août 2021 sur TF1 (rediffusion en clair)
- Belgique : 10 mars 2022 sur Club RTL

- États-Unis : 4,67 millions de téléspectateurs[28] (première diffusion)

- Clark Middleton (Glen Carter)
- Bryce Pinkham (Newton Purcell)
- Laura Sohn (Agent Alina Park)
- Elizabeth Bogush (en) (Elodie Radcliffe)
- Kecia Lewis (Esi Jackson)
- Angela Pierce (Libby Bishop)
- Ian Lithgow (en) (Kleeman)

- L'épisode fait référence à Rocky III : L'Œil du Tigre. De plus, on y entend la chanson du film, Eye of the Tiger.
- Cet épisode marque la dernière apparition de l'acteur Clark Middleton dans le rôle récurrent de Glen Carter.

### Épisode 14:Twamie Ullulaq
- États-Unis /  Canada : 10 avril 2020 sur NBC / Global
- France : 
  - 5 avril 2021 sur Série Club
  - 11 août 2021 sur TF1 (rediffusion en clair)
- Belgique : 17 mars 2022 sur Club RTL

- États-Unis : 4,86 millions de téléspectateurs[29] (première diffusion)

- Elizabeth Bogush (en) (Elodie Radcliffe)
- Laura Sohn (Agent Alina Park)
- Michael Horse (Twamie Ullulaq)
- Catherine Curtin (Connor)

### Épisode 15:Gordon Kemp
- États-Unis /  Canada : 17 avril 2020 sur NBC / Global
- France : 
  - 5 avril 2021 sur Série Club
  - 11 août 2021 sur TF1 (rediffusion en clair)
- Belgique : 17 mars 2022 sur Club RTL

- États-Unis : 4,83 millions de téléspectateurs[30] (première diffusion)

- Brett Cullen (Ilya Koslov)
- Aida Turturro (Heddie Hawkins)
- Jim True-Frost (Gordon Kemp)
- Christina Rouner (Anne Fleet)
- Dennis Boutsikaris (le juge)

### Épisode 16:Nyle Hatcher
- États-Unis /  Canada : 24 avril 2020 sur NBC / Global
- France :
  - 12 avril 2021 sur Série Club
  - 18 août 2021 sur TF1 (rediffusion en clair)
- Belgique : 24 mars 2022 sur Club RTL

- États-Unis : 4,83 millions de téléspectateurs[31] (première diffusion)

- Laila Robins (Katarina Rostova)
- Laura Sohn (Agent Alina Park)
- Anthony Michael Hall (Robby Ressler)
- Sean Bridgers (Nyle Hatcher)
- Gus Birney (Angela Hendrickson)
- Kecia Lewis (Esi Jackson)
- Josh Mostel (Mickey)
- Harold Surratt (Sadiq Asmal)
- David Berman (Dr Ogden Maguire)
- Daoud Heidami (Jalal Abbas)

### Épisode 17:Deux Frères
- États-Unis /  Canada : 1er mai 2020 sur NBC  / Global
- France : 
  - 12 avril 2021 sur Série Club
  - 18 août 2021 sur TF1 (rediffusion en clair)
- Belgique : 24 mars 2022 sur Club RTL

- États-Unis : 4,50 millions de téléspectateurs[32] (première diffusion)

- Anthony Michael Hall (Robby Ressler)
- Mark Margolis (Jakov Mitko)
- Beth Fowler (Lisa Ressler)
- Chaz Shepherd (Tommy Markin)
- Chad Ackerman (Robert Ressler, Sr.)
- Teri Hansen (Lisa Ressler, jeune)
- Jack Alcott (Donald Ressler, jeune)
- Angus O'Brien (Robby Ressler)

- Cet épisode est le sixième de la série à avoir un titre ne comprenant pas un numéro du nom de la liste de Raymond Reddington. De plus, c'est la première fois que deux épisodes d'une saison (Kuwait et celui-ci) ne comporte pas ce numéro.
- Il s'agit du premier épisode dans lequel James Spader (Raymond Reddington) n'apparaît pas[33].
- De la distribution principale, seuls Diego Klattenhoff et Megan Boone participent à cet épisode.

### Épisode 18:Roy Cain
- États-Unis /  Canada : 8 mai 2020 sur NBC / Global
- France : 
  - 19 avril 2021 sur Série Club
  - 18 août 2021 sur TF1 (rediffusion en clair)
- Belgique : 31 mars 2022 sur Club RTL

- États-Unis : 4,55 millions de téléspectateurs[34] (première diffusion)

- Tom Wopat (Roy Cain)
- Laila Robins (Katarina Rostova)
- Fisher Stevens (Marvin Gerard)
- Harold Surratt (l'imam Sadiq Asmal)
- Al Roker (en) (Al Roker)
- Joey Auzenne (Artura Ruel)
- Jonathan Holtzman (Chuck)
- Genson Blimline (Morgan)

- À l'origine, cet épisode était filmé comme étant prévu pour être le dix-septième épisode de la septième saison, soit le 150e épisode de la saison (d'où le numéro de la liste de Reddington)[35].
- L'épisode marquera le retour de Marvin Gerard (Fisher Stevens), qui n'était plus apparu depuis la quatrième saison.

• A la fin de l’épisode lors de la conversation entre katarina Rostova et l’agent Elizabeth Keen, cette dernière fait un clin d’oeil à la saga harry potter en affirmant «Car aucun de nous ne peut vivre tant que l’autre survit. » et cela rappelle fidèlement la phrase de la prophétie présente dans le film harry Potter et l’ordre du phénix lorsque le professeur trelawney affirme:  «[…] et l’un devra mourir de la main de l’autre car aucun d’eux ne peut vivre tant que l’autre survit… »

### Épisode 19:Les frères Kazanjian
- États-Unis /  Canada : 15 mai 2020 sur NBC / Global
- France : 
  - 19 avril 2021 sur Série Club
  - 18 août 2021 sur TF1 (rediffusion en clair)
- Belgique : 31 mars 2022 sur Club RTL

- États-Unis : 4,13 millions de téléspectateurs[36] (première diffusion)

- Bruce Louis (Nshan Kazanjian)
- David Kallaway (Pasha Kazanjian)
- Brian Dennehy (Dominic Wilkinson)
- Laila Robins (Katarina Rostova)
- Jonathan Holtzman (Chuck)
- Genson Blimline (Morgan)
- Teddy Coluca (Teddy Brimley)

- Le tournage de cet épisode a été interrompu en raison de la Maladie à coronavirus 2019. Des séquences animées ont été utilisées afin de combler le reste de l'histoire[37].
- Cet épisode marquera la dernière apparition de Brian Dennehy dans le rôle de Dom Wilkinson, qui avait tourné quelques scènes avant l'interruption du tournage. Un hommage sera rendu à l'acteur décédé le 15 avril 2020[38].

## Audiences

### Aux États-Unis
La septième saison a été suivie en moyenne par 6,88 millions de téléspectateurs.
| N° d'épisode | Titre original                         | Date de diffusion originale | Taux sur les 18-49 ans (en %) | Taux sur les 18-49 ans (en %) | Taux sur les 18-49 ans (en %) | Audience (en millions de téléspectateurs) | Audience (en millions de téléspectateurs) | Audience (en millions de téléspectateurs) |
| N° d'épisode | Titre original                         | Date de diffusion originale | TV                            | DVR                           | Total                         | TV                                        | DVR                                       | Total                                     |
| ------------ | -------------------------------------- | --------------------------- | ----------------------------- | ----------------------------- | ----------------------------- | ----------------------------------------- | ----------------------------------------- | ----------------------------------------- |
| 1            | Louis T. Steinhil (No. 27)             | 4 octobre 2019              | 0,5/3                         | 0,6                           | 1,1                           | 4,05                                      | 2,76                                      | 6,81                                      |
| 2            | Louis T. Steinhil: Conclusion (No. 27) | 11 octobre 2019             | 0,5/3                         | 0,6                           | 1,1                           | 3,78                                      | 2,68                                      | 6,45                                      |
| 3            | Les Fleurs du Mal (No. 151)            | 18 octobre 2019             | 0,4/3                         | 0,6                           | 1,0                           | 3,57                                      | 2,68                                      | 6,26                                      |
| 4            | Kuwait                                 | 25 octobre 2019             | 0,5/3                         | 0,5                           | 1,0                           | 3,61                                      | 2,64                                      | 6,25                                      |
| 5            | Norman Devane (No. 138)                | 1er novembre 2019           | 0,6/3                         | 0,5                           | 1,1                           | 3,94                                      | 2,84                                      | 6,78                                      |
| 6            | Dr Lewis Powell (No. 130)              | 8 novembre 2019             | 0,6/4                         | 0,6                           | 1,2                           | 4,19                                      | 2,80                                      | 7,00                                      |
| 7            | Hannah Hayes (No. 125)                 | 15 novembre 2019            | 0,5/3                         | 0,6                           | 1,1                           | 3,98                                      | 2,85                                      | 6,84                                      |
| 8            | The Hawaladar (No. 162)                | 22 novembre 2019            | 0,5/3                         | 0,5                           | 0,9                           | 3,91                                      | 2,60                                      | 6,51                                      |
| 9            | Orion Relocation Services (No. 159)    | 6 décembre 2019             | 0,5/3                         | 0,6                           | 1,1                           | 3,67                                      | 2,72                                      | 6,39                                      |
| 10           | Katarina Rostova (No. 3)               | 13 décembre 2019            | 0,5/3                         | 0,5                           | 1,0                           | 3,87                                      | 2,71                                      | 6,59                                      |
| 11           | Victoria Fenberg (No. 137)             | 20 mars 2020                | 0,8/4                         | 0,5                           | 1,2                           | 5,38                                      | 2,45                                      | 7,83                                      |
| 12           | Cornelius Ruck (No. 155)               | 27 mars 2020                | 0,6/3                         | 0,5                           | 1,1                           | 4,73                                      | 2,57                                      | 7,30                                      |
| 13           | Newton Purcell (No. 144)               | 3 avril 2020                | 0,6/3                         | 0,4                           | 1,0                           | 4,67                                      | 2,55                                      | 7,23                                      |
| 14           | Twamie Ullulaq (No. 126)               | 10 avril 2020               | 0,7/3                         | 0,4                           | 1,1                           | 4,86                                      | 2,58                                      | 7,45                                      |
| 15           | Gordon Kemp (No. 158)                  | 17 avril 2020               | 0,6                           | 0,5                           | 1,1                           | 4,83                                      | 2,44                                      | 7,27                                      |
| 16           | Nyle Hatcher (No. 149)                 | 24 avril 2020               | 0,6                           | 0,4                           | 1,0                           | 4,83                                      | 2,49                                      | 7,32                                      |
| 17           | Brothers                               | 1er mai 2020                | 0,5                           | 0,5                           | 1,0                           | 4,50                                      | 2,54                                      | 7,05                                      |
| 18           | Roy Cain (No. 150)                     | 8 mai 2020                  | 0,6                           | 0,4                           | 1,0                           | 4,55                                      | 2,56                                      | 7,11                                      |
| 19           | The Kazanjian Brothers (No. 156/157)   | 15 mai 2020                 | 0,5                           | 0,4                           | 0,9                           | 4,13                                      | 2,15                                      | 6,28                                      |

Légende :
- Plus hauts chiffres d'audience
- Plus bas chiffres d'audience